# Tezze sul Brenta
Tezze sul Brenta (velenceiül Łe Teze) település Olaszországban, Veneto régióban, Vicenza megyében. Lakosainak száma 12 920 fő (2023. január 1.). Tezze sul Brenta Cartigliano, Cittadella, Pozzoleone, Rosa és Rossano Veneto községekkel határos.

## Népesség
A település népességének változása:
| Lakosok száma | 12 840 | 12 817 | 12 920 |
|               | 2017   | 2018   | 2023   |